# Nick Carter (muzyk)
Nickolas Gene Carter (ur. 28 stycznia 1980 w Jamestown) – amerykański muzyk i wokalista muzyki pop, jeden z członków zespołu Backstreet Boys, aktor, tancerz, producent muzyczny, autor, reżyser, scenarzysta i model.

## Życiorys

### Wczesne lata
Urodził się w Jamestown, w stanie Nowy Jork jako syn Jane Elizabeth Schneck (z domu Spaulding) i Roberta Eugene'a Cartera (1952-2017). Ma pochodzenie angielsko-niemiecko-irlandzko-walijskie. Ma szóstkę rodzeństwa: dwie siostry – Leslie Barbarę (1986–2012) i Robertę 'Bobbie Jean' BJ (1982-2023) oraz bliźnięta: brata Aarona (1987–2022) i siostrę Angel (ur. 1987), a także przyrodnią siostrę Ginger (ur. 1972) z pierwszego małżeństwa ojca i przyrodniego brata Kadena Brenta (ur. 2005) z nowego małżeństwa ojca. Kilka lat później rodzina przeniosła się do Ruskin. W 2003 jego rodzice się rozwiedli, a jego ojciec wkrótce ożenił się z Ginger R. Elrod.

### Kariera
Kiedy miał 10 lat, zaczął uczęszczać na lekcje głosu i tańca w balecie w Karl and DiMarco's School of Theatre and Dance. Wystąpił w kilku reklamach. W czwartej klasie w Miles Elementary School zagrał w spektaklu Upiór w operze. Zrealizował film edukacyjny Reach for the Book, program The Klub i przez dwa lata grał w Tampa Bay Buccaneers. Zagrał epizodyczną rolę w filmie fantasy Tima Burtona Edward Nożycoręki (Edward Scissorhands, 1990) u boku Johnny'ego Deppa i Winony Ryder. W wieku 11 lat znalazł się w Mickey Mouse Club.
Jedna z jego nauczycielek tańca, Sandy, umieściła go w swojej pierwszej grupie o nazwie Nick and the Angels. W latach 1989–1993 nakręcił wiele popularnych piosenek innych artystów, w tym „Breaking Up Is Hard to Do” z repertuaru Neila Sedaki i „Uptown Girl” oraz kilka oryginalnych piosenek, które wykonywał na imprezach. Te nagrania znalazły się w nieoficjalnej wersji zatytułowanej Before the Backstreet Boys 1989–1993 przez Dynamic Discs, Inc wydanej w październiku 2002. Okazało się, że Nick podczas kilku przesłuchań poznał AJ McLeana i Howiego Dorough, z którymi się zaprzyjaźnił.
Kiedy miał 13 lat, został jednym z pięciu wokalistów boysbandu Backstreet Boys. W 2002 wydał solowy album pt. Now Or Never.

## Życie prywatne
Od stycznia do lipca 2004 spotykał się z Paris Hilton, a z uwagi na ten związek uznawany jest za głównego promotora i przyczynę popularności celebrytki. 12 kwietnia 2014, po sześciu latach związku, poślubił Lauren Kitt, z którą ma syna Odina Reigna (ur. 19 kwietnia 2016) oraz córki: Saoirse Reign (ur. 2 października 2019) i Pearl (ur. 21 kwietnia 2021)

## Dyskografia

### Albumy solowe
- 2002: Now Or Never – #17 USA (Złota Płyta), #9 Włochy
- 2002: BEFORE The Backstreet Boys 1989-1993
- 2011: I'm Taking Off
- 2015: All American

### Single
- 2002: „Help Me”
- 2002: „Do I Have to Cry for You”
- 2003: „I Got You” #74 Austria, #87 Niemcy
- 2009: „Beautiful Lie” (feat. Jennifer Paige)
- 2011: „Just One Kiss”
- 2011: „Love Can't Wait”
- 2011: „Burning Up” (feat. Briton “Briddy” Shaw)
- 2014: „One More Time” (feat. Jordan Knight)
- 2015: „I Will Wait”
- 2016: „19 in 99”

### Bonus 2002-2003
- Don't Walk Away
- End Of Forever
- Forever Rebel
- Love To Love (Backstreet Boys)
- Not Like You
- Payback
- Rockstar Baby
- Scandalicious
- Shout
- There For Me (z Melissą Schuman)